# Hippolyte Peyrol
Hippolyte Peyrol, né le 10 juin 1856 à Paris, dans l'ancien 11e arrondissement, et mort à Neuilly-sur-Seine le 24 décembre 1929, est un sculpteur français.

## Biographie
François Auguste Hippolyte Peyrol est le fils de François Hippolyte Peyrol (1832-1921), fabricant de bronzes, et Juliette Bonheur (1830-1891), peintre.
Il est bachelier ès lettres et ès sciences.
En 1883, il obtient une mention honorable, en 1888, une médaille de 3e classe, de 2e classe en 1892 et 1re classe hors concours en 1894, puis fait partie du jury à partir de 1896.
En 1894, il épouse Marie Louise Coré à Paris.
Il est nommé, en 1898, professeur de sculpture à l'École nationale supérieure des arts décoratifs.
Il participe aux Jeux olympiques de 1928, dans la catégorie sculpture où il présente La lutte (L'homme vainquant la lionne).

## Distinction
Hippolyte Peyrol est nommé chevalier de l'ordre national de la Légion d'honneur par décret du 17 juillet 1908.